# Ma'rib
'Ma'rib este un oraș din Yemen.În 2004 avea o populație de 238.522 locuitori și este capitala governatoratului Ma'rib.